# 程晉芳
程晉芳（1718年—1784年），字魚門，號蕺園，原籍安徽歙縣岑山渡，一说寄籍江蘇扬州府江都县，生长于淮安府河下。清朝翰林。藏书家、经史大家、诗人。

## 生平

### 祖先：来自徽州的盐商
程氏世居徽州府歙縣的岑山渡，是一个新安江边的村庄。程晋芳自高祖程量入开始迁往扬州，世代经营盐业，累世巨富，程量入、程之韺父子两代连续担任两淮盐务总商数十年。程晋芳的祖父程文阶（字羽格）是程之韺最小的儿子，由扬州府迁居淮安府山阳县，其族人大多仍在扬州。“程氏尤豪侈，多畜声色狗马。”。程家居住在淮安新城西门外的盐商社区河下的乾鱼巷西头，程晋芳在此生长居住四十五年，直至为官。程晋芳家未入山阳籍，因此不见于淮安的举人名录。族人居淮者，尚有堂叔程梦鼐，曾捐修淮渎庙，他在河下绳巷的豪宅懋敷堂楠木厅极为豪奢。

### 前四十五年：淮安河下
康熙五十七年（1718年）12月24日，程晋芳出生于淮安河下的乾鱼巷。父亲程梦州，号迁益，为程文阶长子。母亲萧氏，通文史星相。弟兄三人，长兄名程志铨，字元衡，号溉堂，迁回扬州。三弟名程志铭(字述先)。程晋芳排行第二，幼时依族谱取名志钥，后改名廷鐄。因梦天开榜，榜上有晋芳名，又改名晋芳。15岁时因读刘念台《人谱》，以蕺园为号，又号鱼门。乾隆元年，年19，娶扬州表妹萧氏，系舅父萧榛之女。

#### 桂宧藏书
程晋芳虽然生长于富豪之家，然而他唯一的嗜好是酷爱读书学问，“乾隆初，两淮殷富，程氏尤豪侈。晋芳独好儒，购书五万卷，不问生产，罄其赀。”程晋芳的藏书楼，上下六间，在乾隆十七年（壬申，1752年）命名为“桂宧”（yí），重金求购善本达数万卷。在“桂宧”的北面另有一室为“拜书亭”，每月朔望日对书进行揖拜。史书稱程晉芳“群獨好儒，罄其貲購書五萬卷，窮日夜討論之。”
程晋芳“少问经义于从父廷祚，学古文于刘大櫆。而与袁枚、商盘诸人往复唱和，甚相得也。”

#### 交友
程晋芳好交友，喜欢风雅，“独愔愔好儒，罄其赀购书五万卷，招致方闻缀学之士，与共讨论。海内之略识字、能握笔者，俱走下风，如龙鱼之趋大壑”招揽学者文人到淮安家中讨论学问，“遇文学人，喋然意下，敬若严师。虽出已下者，亦必推毂延誉，使其满意。”“延接宾客，讌集无虚日”，“江淮耆宿，一时若无锡顾震沧、华半江，宜兴储茗坡，松江沈沃田诸君子，咸与上下其绪论。”

##### 吴敬梓
乾隆六年（1741），程晋芳在南京结识吴敬梓，二人一见如故，即邀请吴到淮安作客，当年吴从南京前往淮安造访程晋芳，住数月方归。当时程晋芳二十四岁，吴敬梓四十一岁。
乾隆十七年（1752），程晋芳前往南京江南贡院考举人，通过吴敬梓介绍，结识藏书家、金石学家严长明，同游太平门外的栖霞山。“风雨晨夕，三人往来最密也”。
乾隆十九年甲戌（1754年）十月，程晋芳訪揚州，偶遇好友吴敬梓，当时程晋芳也从富裕的盐商开始陷入贫困落魄，吳敬梓執其手說：“子亦到我地位，此境不易处也，奈何？”七日程將返淮，先生指明月日：「與子別後，會不可期。即景悢悢，欲構句相贈，而澀于思，當俟異日耳。」二十八日吴敬梓与北京南下的王又曾在舟中痛飲銷寒。歸家後痰湧氣促，救治不及，頃刻辭世。程晋芳回到淮安后不久，即接到扬州吴敬梓死讯，程闻讯后作诗《哭敏轩》三首，和《文木先生传》文一篇。这些诗文是研究吴敬梓生平，撰写年谱、传记的重要资料。

##### 袁枚
程晋芳在南京又结识辞官隐居随园的杭州钱塘人袁枚（1716－1797），结为密友，常讨论诗文至深夜。袁枚不仅去淮安程家作客，还在程家的盐业中投资持股，在发现程晋芳“高谈心性，不事生产，家中豪奢，业已出千进一”，出现危机时，屡次规劝他“开源节流，量入为出”。二人友情极深，袁枚“明知其江河日下，而不忍抽提程本”。程家衰落后，前后借袁共五千银子。程亦信靠袁，晚年离京之前，写信请袁在南京为他购房归老。不久程晋芳在西安去世，袁枚闻讯时正在广东，安排程晋芳丧归南京，在祭奠时将借券焚毁，又为程撰写墓志铭，抚养程一妻二妾共十余口人。袁枚著作中多处涉及程晋芳，保存了许多与程晋芳的有关资料。
乾隆二十六年（1761年），程晋芳至金陵，结识布衣诗人陈古渔。

### 弃商从文
乾隆二十七年（1762年）三月，乾隆帝南巡过淮安，程晋芳献赋，召试行在，作《江汉朝宗赋》四章，拔置第一，赐举人，授中书舍人。这一年程晋芳45岁。
乾隆二十八年（癸未1763年），程晋芳遭遇一场经济官司，包括“桂宧”“拜书亭”在内的房产为讼家所得。“苇间雁户容鸥占，花底蜂衙任蝶过。”同年程晋芳弃商从文，步入仕途，全家移居北京，出任中书舍人。临行时他将大部分藏书寄存在戚友家。

### 京城：翰林院纂修《四库全书》
程晋芳在北京居住琉璃厂东门。乾隆二十九年（1763年），为蒋士铨题《归舟安稳图》，贈其南歸。
乾隆三十六年（1771年），程晋芳中進士二甲二十四名，授吏部主事，不久四库馆成立，因学识渊博，聘为纂修，编校《四库全书》初稿，书成后，改授翰林院編修，《四库全书》總目協勘官。在纂修《四库全书》期间，献出桂宧藏书多种，《四库全书总目》中所注‘编修程晋芳家藏本”就有350种，其中有183种书籍共332卷被用作为辑编《四库全书》的底本，另有167种书籍被作为存目编入到《四库全书总目提要》中。乾隆三十九年(l774)甲午秋，淮河水泛滥，河下程氏藏书“凡十六纱橱痛绝泥沙埋。”桂宧藏书由此而湮没。
他與當時的翰林院尚書劉墉共事，成為莫逆之交。晚年與朱筠、戴震游，乃治經，究心訓故。
程晋芳极重友情，疏财交友，为人“好周戚友，求者应，不求者或强施之”又罄资购书，坐吃山空，到老年時已经是贫病交迫，担任京官而至于不能举火，以书抵债，自稱“与子往还今五春，子贫如故我贫新”。乾隆四十四年因为家贫不得已，卖出所藏的石涛《竹西歌吹图卷》。

### 客死西安
清乾隆四十八年（1783）年底，程晋芳在北京欠债太多，“付会计于家奴，任盗侵……负券山积，势不能支”。只得向翰林院告假，举家前往西安投奔好友、署理陕西巡抚毕沅。从北京去西安途中奔波三四个月，程晋芳染上重病，到西安一个月后，于清乾隆四十九年（1784年）六月二十一日客死于陝西西安毕沅府中，享年66岁。毕沅“经纪其丧，赡其遗孤”。

### 归葬金陵
程晋芳在西安去世时，袁枚正在广东游玩，获悉程晋芳死讯后，“惊泣至失匕著。归舟惘惘，行五六千里，不能释于怀。”请毕沅派人将程晋芳灵柩和无依无靠的一妻二妾子女共十余口人送至金陵抚养，又请松太巡道章攀桂赠给葬地，墓地在金陵城南方山附近的冯家山。治丧费用由毕沅赠与袁枚。乾隆五十年（1785年），程晋芳灵柩由袁枚主持下葬金陵冯家山，袁枚在墓前当众焚毁程晋芳生前所借五千多两白银的借据，又为程晋芳撰写《翰林院编修程君鱼门墓志铭》，并整理出版程晋芳的著作如《周易知旨编》等。

## 家庭
- 妻萧氏：乾隆元年，程晋芳年19，娶扬州表妹萧氏，系舅父萧榛之女。程晋芳妻萧卒亦35岁，时在乾隆15年。茔地在河下北部之窑沟。
- 续娶汪氏，先卒。
- 嗣子程瀚（过继兄子）
- 后得一子，程溧，晋芳卒时方5岁。

## 著作
程晋芳于易、书、诗、礼皆有撰述，著有《蕺园诗》30卷、《勉和斋文》10卷、《群书题跋》6卷、《礼记集释》、《诸经答门》12卷、《春秋左传翼疏》32卷、《诗毛郑异同考》10卷、《尚书古文解略》6卷、《尚书今文释义》40卷，《周易知旨编》30余卷、《勉行堂诗文集》30卷等书。